# Parohia Saint Paul (Antigua și Barbuda)

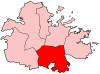
Localizarea parohiei în Insula Antigua

Saint Paul este o parohie din Antigua și Barbuda